# Großsteingräber bei Baccum
Die Großsteingräber bei Baccum sind eine Gruppe von ehemals sechs Grabanlagen der jungsteinzeitlichen Trichterbecherkultur nahe dem zur Stadt Lingen (Ems) gehörenden Stadtteil Baccum im Landkreis Emsland, Niedersachsen. Vier dieser Gräber wurden bereits im 19. Jahrhundert zerstört. Von den beiden anderen sind heute lediglich noch die Hügelschüttungen erhalten. Sie tragen die Sprockhoff-Nummern 871 und 872. Sie entstanden im Neolithikum zwischen 3500 und 2800 v. Chr. und sind Megalithanlagen der Trichterbecherkultur (TBK) hauptsächlich vom Typ Emsländische Kammer.

## Lage
Johann Karl Wächter gab für eine Anlage den Standort am Langenberge an, die restlichen fünf Gräber befanden sich alle außerhalb von Baccum, wenige hundert Meter südlich der B 214 am Steenbrink (oder Steinbrink), eines davon „nächst der Brömlinge“. Hierzu gehören auch die beiden noch erhaltenen Gräber, die nur 22 m voneinander entfernt liegen. Etwa 370 m südwestlich von diesen lag am Waldrand das Grab 4.

## Nummerierung
Es gibt keine einheitliche Nummerierung der Gräber. In diesem Artikel wird die Zählung nach Sprockhoff verwendet, der für die Gräber 1 bis 4 Nummern vergab. Die Nummern 5 und 6 wurden von ihm nicht explizit vergeben, sie bezeichnen aber die beiden bei ihm zuletzt behandelten Gräber. Auf den örtlichen Informationstafeln werden die beiden noch erhaltenen Anlagen mit den Nummern III und IV bezeichnet, wohl in Anlehnung an Wächter, der die Gräber in einer anderen Reihenfolge als Sprockhoff behandelte. Die folgende Gegenüberstellung ist mit Vorsicht zu genießen, da Wächter keine Lagebeschreibung der Gräber zueinander lieferte:
| Sprockhoff | Wächter |
| ---------- | ------- |
| 1          | 3       |
| 2          | 4       |
| 3          | 2?      |
| 4          | 6?      |
| 5          | 1       |
| 6          | 5       |

## Beschreibung

### Erhaltene Gräber

#### Grab 1
Von Grab 1 ist noch eine ost-westlich orientierte Hügelschüttung vorhanden. Ihre Länge beträgt 18 m, ihre Breite 15 m. Es soll sich nach Sprockhoff um das größte bekannte Grab in der näheren Umgebung gehandelt haben, was allerdings im Widerspruch zu den bei Wächter genannten Maßangaben steht. Dieser beschrieb es 1841 als eine Anlage von 60 Schritt im Umfang. Sieben Steine waren zu dieser Zeit noch vorhanden.

#### Grab 2
Auch Grab 2 besitzt eine ost-westlich orientierte Hügelschüttung. Die Länge der Anlage beträgt ebenfalls 18 m. Mit 12 m Breite ist sie aber etwas schmaler als Grab 1. Wächter gibt in seiner Beschreibung einen Umfang von 80 Schritt und zwei noch vorhandene Steine an.

### Zerstörte Gräber

#### Grab 3
Bei der Aufnahme durch Wächter zeigte sich noch eine Hügelschüttung mit einem Umfang von 80 Schritt. Acht Steine waren noch vorhanden, aber bereits so verstreut, dass keine Zuordnung als Wand- oder Decksteine mehr möglich war.

#### Grab 4
Von Grab 4 war bei der Aufnahme durch Sprockhoff 1926 noch eine Hügelschüttung mit einer Länge von 28 m, einer Breite 20 m und einer Höhe von 1 m vorhanden. In der Folgezeit wurde diese aber vollständig abgetragen. Wächter gibt in seiner Beschreibung einen Umfang von 65 Schritt und einen noch vorhandenen Stein an.

#### Grab 5
Das am Langenberge gelegene Grab 5 war bereits bei der Aufnahme durch Wächter um 1840 vollständig zerstört. Er gibt lediglich an, dass es einen Umfang von 50 Schritt hatte.

#### Grab 6
Das Grab „nächst der Brömlinge“ hatte nach Wächter einen Umfang von 100 Schritt. Bei der Aufnahme war noch ein Stein vorhanden.